# Hainer See
Der Hainer See ging wie die benachbarten Seen Haubitzer See und Kahnsdorfer See aus dem Braunkohle-Tagebau „Witznitz II“ hervor und ist Teil des Leipziger Neuseenlandes.

## Geografische Lage
Der Hainer See liegt in der Leipziger Tieflandsbucht nordwestlich von Borna und südlich von Leipzig im Gemeindegebiet Neukieritzsch. Der Hainer See ist der mittlere der drei Restlochseen des ehemaligen Tagebaus Witznitz II. Er gehört zum Naturraum Bergbaurevier Südraum Leipzig.

## Geschichte

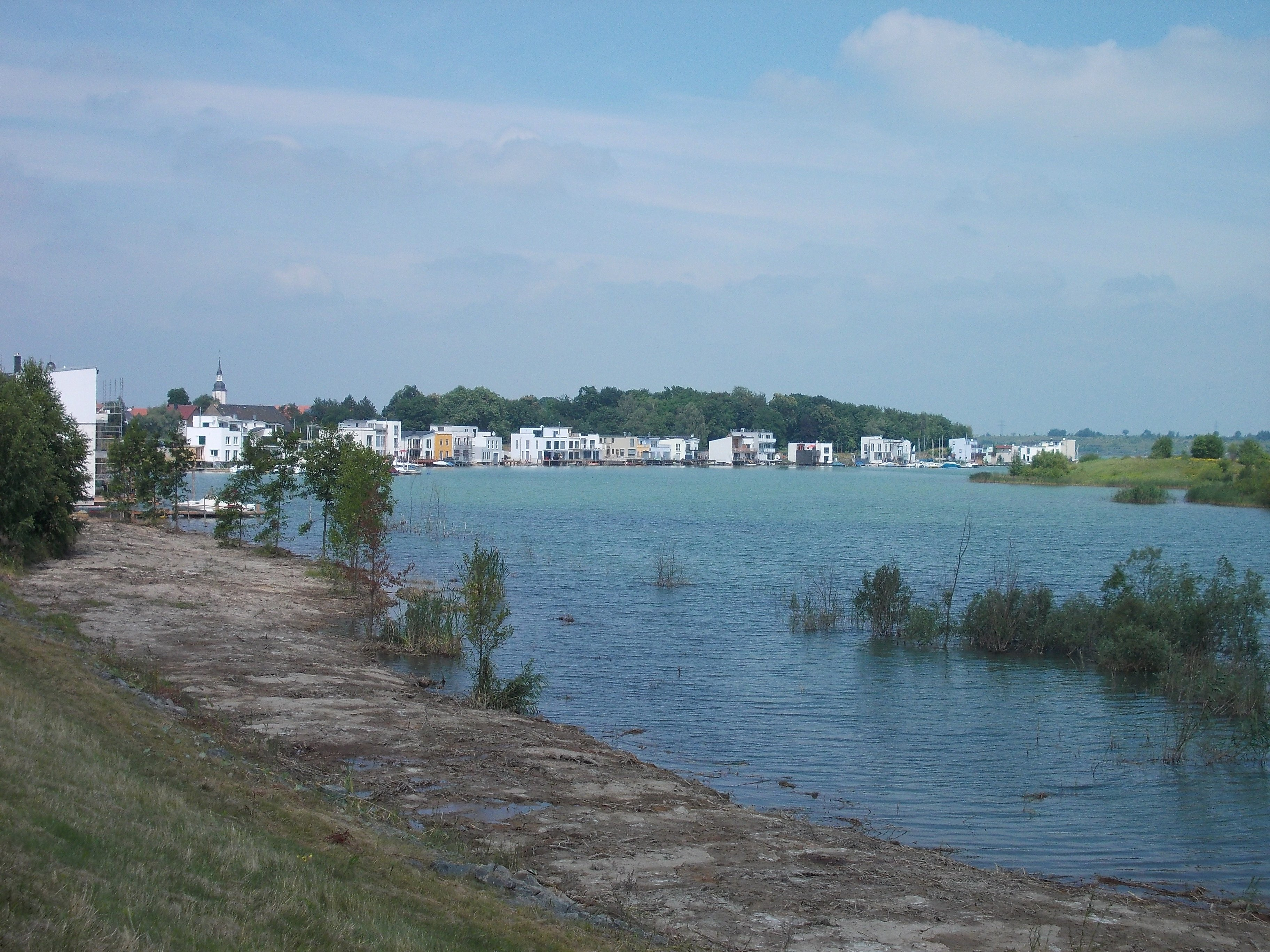
Lagune Kahnsdorf

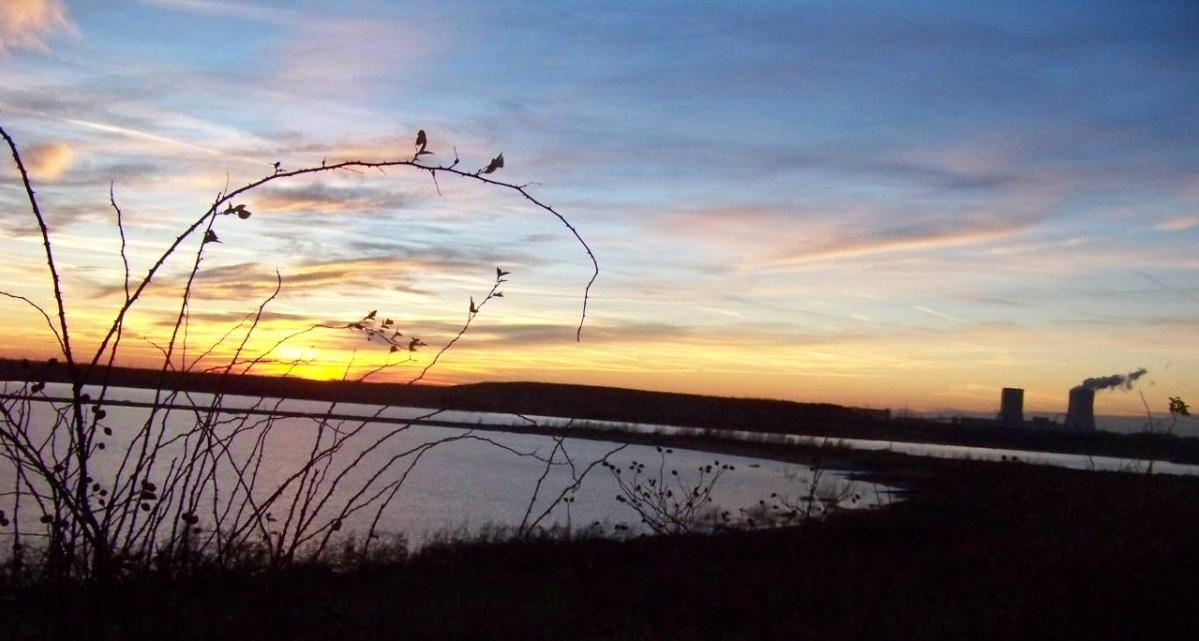
Blick über den Hainer und Kahnsdorfer See auf das Kraftwerk Lippendorf

Der Hainer See entstand wie der Haubitzer und der Kahnsdorfer See als Bergbaufolgelandschaft durch Renaturierung des 1993 stillgelegten Tagebaus Witznitz II. Seinen Namen hat er von dem durch den Tagebau Witznitz II abgebrochenen Ort Hain, dessen ehemalige Flur nun im See liegt. Auch der Ort Kreudnitz musste diesem Tagebau weichen. An beide devastierte Orte erinnert ein Gedenkstein am Ufer des Hainer Sees, der im Jahre 2005 beim „Hain-Kreudnitz-Treffen“ aufgestellt wurde. Anfang 2010 erreichte der See seinen Endwasserstand. Im gleichen Jahr wurde der See über einen Kanal an die Pleiße angeschlossen. Der See und die angrenzenden Uferbereiche gehören zum Eigentum der Blauwasser GmbH & Co. KG. Seit 2008 wird der Hainer See touristisch erschlossen. Die zwei Entwicklungsschwerpunkte sind dabei die Lagune Kahnsdorf (Bereich der ehemaligen Tagesanlagen Kahnsdorf) mit der Vermarktung von Baugrundstücken und das Nordufer zwischen Rötha und Espenhain, an dem 2015 ein Campingplatz eröffnet wurde.
Um der Versauerung entgegenzuwirken und für das Seewasser „Erholungsqualität“ zu erreichen, setzte die LMBV bis zum Endpunkt der Flutung dem Flutungswasser gelösten Brandkalk zur Neutralisation zu. Die Neutralisationsanlage wurde anschließend  am Zwenkauer See eingesetzt.

## Solarpark
2022 begann am Hainer See der Bau des Energieparks Witznitz. Hierbei handelt es sich um einen Solarpark mit einer Leistung von 650 MWp, der gemäß Betreiber bei Inbetriebnahme 2023 der größte Solarpark Europas sein soll.